# Долгоруков, Алексей Григорьевич (сенатор)
Князь Алексе́й Григо́рьевич Долгору́ков (1685 - 30 сентября 1734, Берёзов) — русский государственный деятель, губернатор, член Верховного тайного совета при Петре II, сенатор, гофмейстер.
Рюрикович в XXV колене, из княжеского рода Долгоруковых. 
Сын князя Григория Фёдоровича Долгорукова (1657-1723) и его жены Марьи Ивановны Голицыной. Двоюродный брат другого верховника В. Л. Долгорукова. Имел двоюродного брата князя Андрея Борисовича.

## Биография
Жил в Варшаве при отце (1700-1706) и ездил в Италию.
Благодаря значению при дворе отца и дяди Якова Фёдоровича быстро продвигался по службе. Назначен губернатором в Смоленске (1713). Президент главного магистрата (1723). По ходатайству А.Д. Меншикова, возведён Екатериной I в звание сенатора и назначен гофмейстером (осень 1727) и вторым воспитателем великого князя Петра Алексеевича (08 февраля 1726). Его сын, князь Иван Алексеевич, определён к великому князю гоф-юнкером.
Награждён орденом Александра Невского (29 июня 1727), орденом Святого апостола Андрея Первозванного (12.10.1727). 
При Петре II князь Алексей Григорьевич произведён в действительные тайные советники, назначен членом Верховного Тайного Совета (03 февраля 1728).
Старался восстановить Петра II против А.Д. Меншикова и наконец добился ссылки последнего в Берёзов Тобольской губернии. По суждению испанского посланника герцога де Лириа, «…был ума очень ограниченного, и, не зная никаких хороших светских обращений, был коварен и не терпел иностранцев; был рабом двора, предан старинным обычаям и набит тщеславием».
Стремясь подчинить себе Петра II, отвлекал его от занятий, поощрял страсть к охоте и другим удовольствиям и беспрестанно увозил в своё подмосковное имение Горенки, где около него находились только члены семьи Долгоруковых. Здесь он познакомил 14-летнего императора с одной из своих дочерей, княжной Екатериной, которая и была обручена с Петром II (30 ноября 1729). Получил 12 тысяч крестьянских дворов и 44.000 тысячи крестьян (декабрь 1729).
По смерти Петра II (19 января 1730) составлял со своими родными подложное завещание, которым император якобы назначил восприемницей на трон свою невесту и его дочь княжну Екатерину Алексеевну.
Единственный член Верховного тайного совета, подавшим голос против избрания Анны Иоанновны. После её воцарения, указами императрицы (09 и 14 апреля 1730) со всей семьей сослан в своё дальнее  село Никольское, Касимовского уезда, Пензенской губернии. Указано сослать его с семейством в Берёзов (12 июня 1730), все его имения конфискуют в казну.  Повелено ему воздержаться от ссор с приставом Шарыгиным и от бранных слов (09 декабря 1731).
Умер 30 сентября 1734 года в Берёзове.
Дети Долгорукова после его смерти продолжали содержаться в ссылке. Начато расследование условий содержания Долгоруковых в Берёзове (1738). По результатам следствия сын И. А. Долгоруков казнён, а другие дети Долгорукова переведены в разные места. Указом императрицы Елизаветы Петровны (от 03.12.1741) все Долгоруковы были освобождены.

## Семья
Жена — княжна Прасковья Юрьевна Хилкова (1682—1730), дочь князя Юрия Яковлевича Хилкова (1661—1729) и Домны Васильевны, дочери сибирского царевича, умерла в Берёзове († 15 октября 1730).
Дети:
- Иван Алексеевич (1708-1739) — фаворит императора Петра II, казнён в Новгороде; женат на графине Наталье Борисовне Шереметевой (с 1730).
- Екатерина Алексеевна (1712-1747), невеста императора Петра II, в ссылке в Томском Христорождественском монастыре (1738), супруга графа Александра Романовича Брюса (с 1745).
- Николай Алексеевич (1713-1790), сослан сначала в Тобольск (1738), затем в Вологду (1739), отправлен на охотскую каторгу (1740), бригадир, женат первым браком на княжне Наталье Сергеевне Голицыной (1715—1755), вторым — на Анне Александровне Бредихиной (1733—1808).
- Елена Алексеевна (1715—03.01.1799[7]), замужем за князем Юрием Юрьевичем Долгоруковым († 1746), в ссылке в Томском Успенском монастыре (1740).
- Анна Алексеевна († 1758), в ссылке в Верхотурском Покровском монастыре (1740).
- Алексей Алексеевич (1716-1792), сослан матросом в Камчатскую экспедицию (1740), женат первым[8] браком на княжне Евдокии Григорьевне Мышецкой (с 1756); у них сын Григорий.
- Александр Алексеевич (1717-1782), после ссылки в Тобольске и Вологде отправлен (1740) на Камчатку в каторжные работы; женат на Прасковье Кирилловне Матюшкиной (1722—1760), предок (прапрадед) княгини Юрьевской.

## В кинематографе
- Алексей Жарков (Цикл фильмов «Тайны дворцовых переворотов», 2000—2008)
- Владимир Зайцев (телесериал «Елизавета», 2022)